# Taminango
Taminango ist eine Gemeinde (municipio) im Departamento Nariño in Kolumbien.

## Geographie
Taminango liegt in der Provinz Juanambú in Nariño auf einer Höhe von 1500 Metern 119 km von Pasto entfernt und hat eine Jahresdurchschnittstemperatur von 20 °C. An die Gemeinde grenzen im Norden Mercaderes im Departamento del Cauca sowie El Rosario, im Osten San Lorenzo, im Süden Chachagüí und El Tambo und im Westen El Peñol, Policarpa und El Rosario.

## Bevölkerung
Die Gemeinde Taminango hat 21.985 Einwohner, von denen 5599 im städtischen Teil (cabecera municipal) der Gemeinde leben (Stand: 2019).

## Geschichte
Auf dem Gebiet der heutigen Gemeinde lebte ursprünglich das indigene Volk der Quillacinga. Taminango wurde um 1700 von Joaquín López gegründet und hat seit 1886 den Status einer Gemeinde.